# Protégé
Protégé는 자유-오픈 소스 온톨로지 편집기이자 지식 경영 시스템이다. Protégé 메타 도구는 1987년 마크 무센(Mark Musen)에 의해 처음 제작되었으며 이후 스탠퍼드 대학교의 팀에 의해 개발되었다. 이 소프트웨어는 세계에서 가장 인기 있고 널리 사용되는 온톨로지 편집기이다.

## 개요
Protégé는 온톨로지를 정의하기 위한 그래픽 사용자 인터페이스를 제공한다. 또한 모델의 일관성을 검증하고 온톨로지 분석을 기반으로 새로운 정보를 추론하는 연역적 분류기가 포함되어 있다. Eclipse와 마찬가지로 Protégé는 다양한 다른 프로젝트에서 플러그인을 제안하는 프레임워크이다. 이 애플리케이션은 자바로 작성되었으며 사용자 인터페이스를 생성하기 위해 스윙을 많이 사용한다. 웹사이트에 따르면, 등록된 사용자는 300,000명이 넘는다. 2009년 책에서는 이를 "선도적인 존재론적 엔지니어링 도구"라고 부른다.
Protégé는 스탠퍼드 대학교에서 개발되었으며 BSD 2-clause 허가서에 따라 제공된다. 이전 버전의 도구는 맨체스터 대학교와 공동으로 개발되었다.

## 같이 보기
- 웹 온톨로지 언어
- 자원 기술 프레임워크